# Référendum constitutionnel égyptien de 2011
Le référendum constitutionnel égyptien de 2011 a eu lieu le 19 mars 2011. Les électeurs ont approuvé les amendements constitutionnels proposés avec environ 77 % des voix.
Après le départ du président Hosni Moubarak le 11 février 2011 à la suite de dix-huit jours de révoltes populaires, l'état major militaire a nommé une commission de juristes chargée de présenter des amendements à la Constitution visant à la démocratisation des institutions de pays.
Ce référendum est le prélude à des élections législatives, prévues initialement pour juin 2011 (mais finalement reportées fin 2011-début 2012), et à une élection présidentielle prévue en septembre 2011 (qui aura finalement lieu en 2012). Ce référendum est présenté comme le premier scrutin libre de l'histoire du pays.

## Contexte

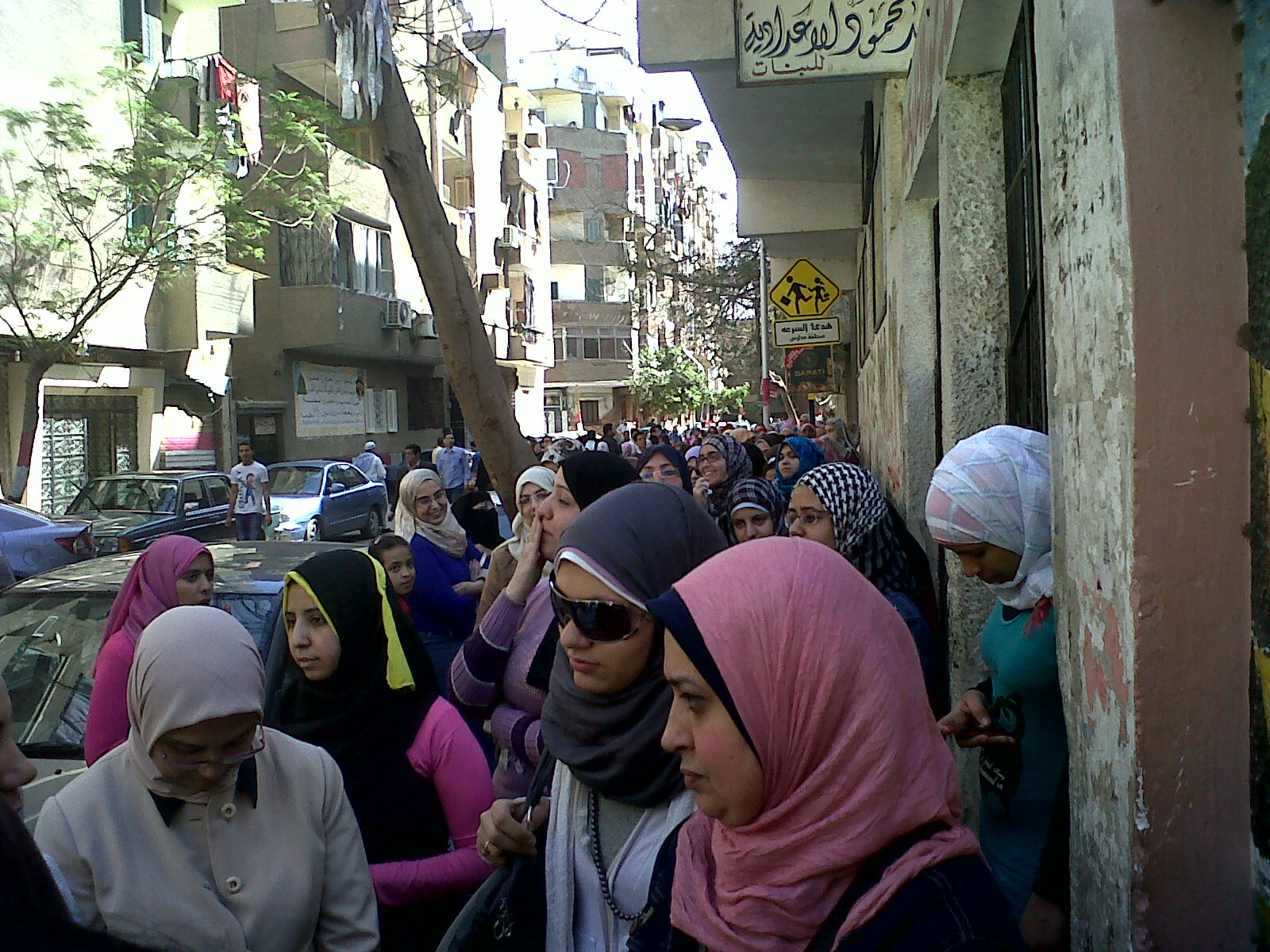
File d’électrices faisant la queue pour voter le 19 mars.

Hosni Moubarak, du fait de la révolution égyptienne de 2011 qui avait réuni des millions de manifestants, renonce à présenter sa candidature pour un sixième mandat et à faire de son fils son héritier politique, mais il nomme un fidèle, Omar Souleiman vice-président de la République d'Égypte, le 29 janvier 2011, poste laissé vacant par Moubarak lors de son accession au pouvoir en 1981 ; selon des observateurs politiques, ce dernier, chef des Services de renseignements égyptiens, était alors bien parti pour devenir le successeur potentiel du président Moubarak en septembre.
Hosni Moubarak se retire à Charm el-Cheikh le 11 février après avoir remis le pouvoir à l'armée. Omar Souleiman, le vice-président et Mohamed Hussein Tantawi, président du Conseil militaire suprême, assurent l'intérim et promettent que l'armée rendra le pouvoir à un gouvernement civil et démocratique. Le rôle de l'armée pendant la révolution, qui était restée neutre, la rend légitime pour assurer cette mission.
Malgré le départ d'Hosni Moubarak, les manifestations se poursuivent pour demander un changement plus profond du régime. Le 3 mars, l'armée nomme Essam Charaf au poste de Premier ministre. L'homme avait participé aux manifestations et avait soutenu le mouvement contre le régime. Cette nomination est vue comme un geste pour calmer les opposants.

## Amendements proposés
La commission proposait l’amendement de sept articles de la constitution, et la suppression d’un huitième : 
- le mandat présidentiel sera réduit à 4 ans contre 6 auparavant, et le président ne pourra exercer que deux mandats consécutifs (article 77)[1] ;
- les conditions de candidature sont allégées et le contrôle autour de scrutin renforcé, qui devrait faire l'objet d'une supervision juridictionnelle (articles 76 et 88). Pour être candidats à l'élection il faudra 
  - soit être parrainé par 30 députés ;
  - soit être soutenu par 30 000 citoyens inscrits sur les listes électorales ;
  - un parti disposant d'au moins un siège à l'Assemblée pourra présenter un candidat à la présidentielle ;
- l'article supprimé (article 179) est celui qui permet au président d'ordonner que des civils accusés de terrorisme soient traduits devant un tribunal militaire.
- la nomination d'un vice-président par le président est obligatoire dans les 60 jours suivant la prise de fonctions du président (article 139) ;
- l'instauration de l'état d'urgence n’est plus un pouvoir discrétionnaire du président et doit être soumis à un vote de l'Assemblée du peuple et ne pourra durer que six mois, après quoi une consultation populaire est nécessaire[2].

## Campagne
Certains partis politiques pro-démocrates ont appelé à voter « non », exigeant un changement complet de la Constitution, idée soutenue par une partie du mouvement de la révolution. Parmi eux, Amr Moussa, secrétaire général de la Ligue arabe (et candidat à l'élection présidentielle), rejette le projet, qu'il estime « trop modeste ». Le Parti Wafd (libéral) rejette la réforme, de même que le parti Hizb al-Ghad (libéral), et d'autres partis d'opposition. Le Mouvement du 6 avril (constitué de jeunes révolutionnaires), rejette également la proposition.
En revanche, les Frères musulmans appellent à voter « oui », considérant que ces réformes constituent un premier pas et que la Constitution pourra être changée ultérieurement. Cependant, le mouvement parait en fait divisé sur la question.

## Résultats
Quelque 45 millions de citoyens étaient appelés à voter. Le taux de participation est de 41 %, ce qui est élevé comparativement aux taux de participation aux élections et aux référendums du temps de la présidence d'Hosni Moubarak (environ 10 %). 
Le scrutin est marqué par un incident majeur, l'opposant Mohamed El Baradei, par ailleurs candidat à la présidentielle, a été visé par des jets de pierres alors qu'il allait voter et a été obligé de se rendre dans un autre bureau de vote.
| Choix                     | Votes       | %     |
| ------------------------- | ----------- | ----- |
| Pour                      | 14 192 577  | 77,27 |
| Contre                    | 4 174 187   | 22,73 |
|                           |             |       |
| Votes valides             | 18 366 764  | 99,08 |
| Votes blancs et invalides | 171 190     | 0,92  |
| Total                     | 18 537 954  | 100   |
| Abstention                | ≈26 460 000 | 58,80 |
| Inscrits/Participation    | ≈45 000 000 | 41,20 |

| Pour 14 192 577 (77,27 %) |  |  | Contre 4 174 187 (22,73 %) |
| ▲                         |  |  |                            |
| Majorité absolue          |  |  |                            |

Tous les gouvernorats du pays ont voté en faveur des amendements, avec un score variant de 59,9 % au Caire à 91,4 % dans le gouvernorat de Marsa-Matruh. Dans les principaux lieux du mouvement révolutionnaire, le « non » a remporté largement plus de voix que la moyenne nationale : c'est-à-dire au Caire (39,1 %), à Alexandrie (32,6 %), et Gizeh (31,4 %) notamment.

## Conséquences

Diagramme prévoyant le processus de démocratisation selon le résultat du référendum (en anglais).

En cas de victoire du « non », des élections constituantes auraient eu lieu d'ici le mois de mai ou juin 2011 avec un nouveau référendum d'ici fin 2011. Les élections législatives et présidentielles auraient alors eu lieu début 2012. Pour éviter toute crise politique, l'armée avait prévu un calendrier en fonction du résultat du référendum (voir image à droite).
Avec le succès du référendum, des élections législatives et présidentielle auront lieu avant la fin de l'année 2011. Selon la constitution réformée, les élections législatives se dérouleront au scrutin uninominal majoritaire à deux tours, de même que l'élection présidentielle.